# Fruchtschnitte

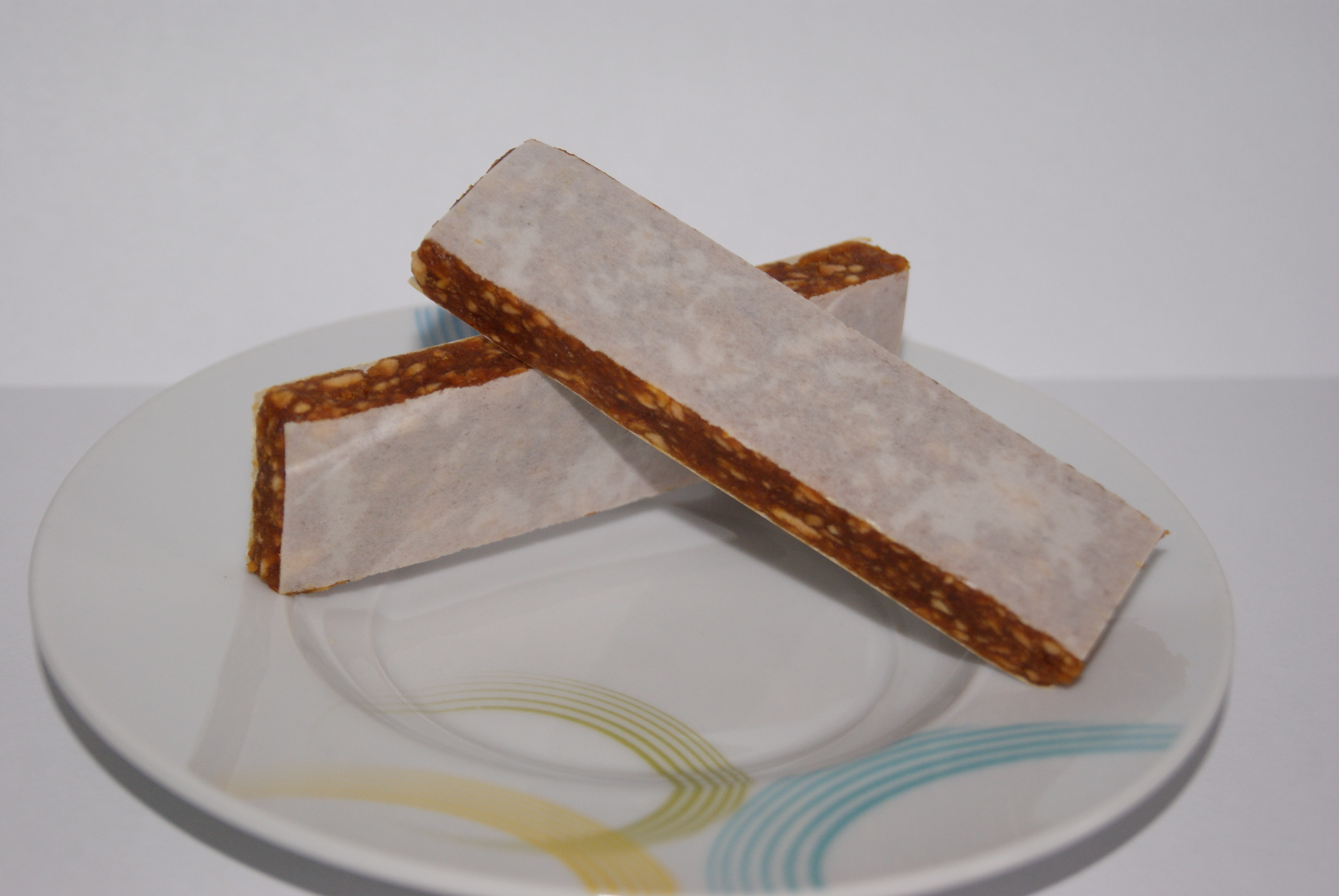
Zwei Multifrucht-Fruchtschnitten

Eine Fruchtschnitte ist eine Süßigkeit in Riegelform, die aus einer oder mehreren Sorten Obst und zwei Oblaten besteht. Je nach Sorte werden überwiegend Rosinen, Äpfel, diverse Beeren (z. B. Himbeeren, Brombeeren, Heidelbeeren, Erdbeeren, Johannisbeeren etc.), Datteln, Orangen und Mangos verwendet. Es gibt auch Variationen, denen Getreide, Schokolade, Kaffee, Nüsse, Hanf, Gewürze, Grüntee oder Marzipan beigemengt wird.
In manchen Gegenden versteht man unter „Fruchtschnitte“ einen Blechkuchen, der mit Fruchtstücken belegt ist.
In vielen Fruchtschnitten, die man in Läden erwerben kann, wird anstatt echter Früchte Frucht-Konzentrat verwendet oder es befinden sich nur geringe Spuren der abgebildeten Früchte in der Fruchtschnitte. Für die Süße im Riegel sorgen Fructose und Karamelzuckersirup und für die kräftigen Farben Lebensmittelfarbe.